# Paul-Émile d'Entremont
Paul Émile d'Entremont est un réalisateur canadien qui a réalisé plusieurs documentaires.
Pour Phare-est, il a signé deux émissions de la série Trésors vivants (Keith Spicer et Monique Bégin), en plus du court métrage Le Confessionnal réinventé, primé du prix la Vague en 2004, pour la meilleure œuvre acadienne au Festival international du cinéma francophone en Acadie.
Pour son tout premier film, Seuls, ensemble (2000, ONF), il a obtenu le prix du meilleur nouveau réalisateur au Festival du film de l’Atlantique de Halifax. Son plus récent film, Reema aller-retour (ONF), a obtenu le prix Gerbe d’or au Festival de film de Yorkton (Saskatchewan) en 2007. Ce film a eu de nombreuses diffusions à Radio-Canada et RDI et a été présenté à plusieurs festivals et événements au Canada et dans le monde.
Paul Émile d'Entremont est aussi réalisateur à la télévision de Radio-Canada et de RDI. Il détient un baccalauréat en psychologie et une maîtrise en philosophie.